# Стримба (Закарпатская область)
Стримба (укр. Стримба) — село в Великобычковской поселковой общине Раховского района Закарпатской области Украины.
Население по переписи 2001 года составляло 1340 человек. Почтовый индекс — 90612. Телефонный код — 3132. Занимает площадь 6,00 км². Код КОАТУУ — 2123681502.